# آدلاید ریور
آدلاید ریور (به انگلیسی: Adelaide River) شهرکی واقع در ایالت قلمرو شمالی در استرالیاست.